# Brittas Bay
Brittas Bay är en vik i republiken Irland.   Den ligger i grevskapet Wicklow och provinsen Leinster, i den östra delen av landet, 50 km söder om huvudstaden Dublin.